# リファー
リファー（アラビア語: الرفاع、RiffaまたはRifaa）は、バーレーン中北部の都市。イーサ・タウンの南にあり、南部県に属する。住民の大半はスンナ派。日本語ではリファ、リファーウとも表記される
リファー宮殿があり、現国王ハマド・ビン・イーサ・アール・ハリーファは当地の出身である。

## 史跡

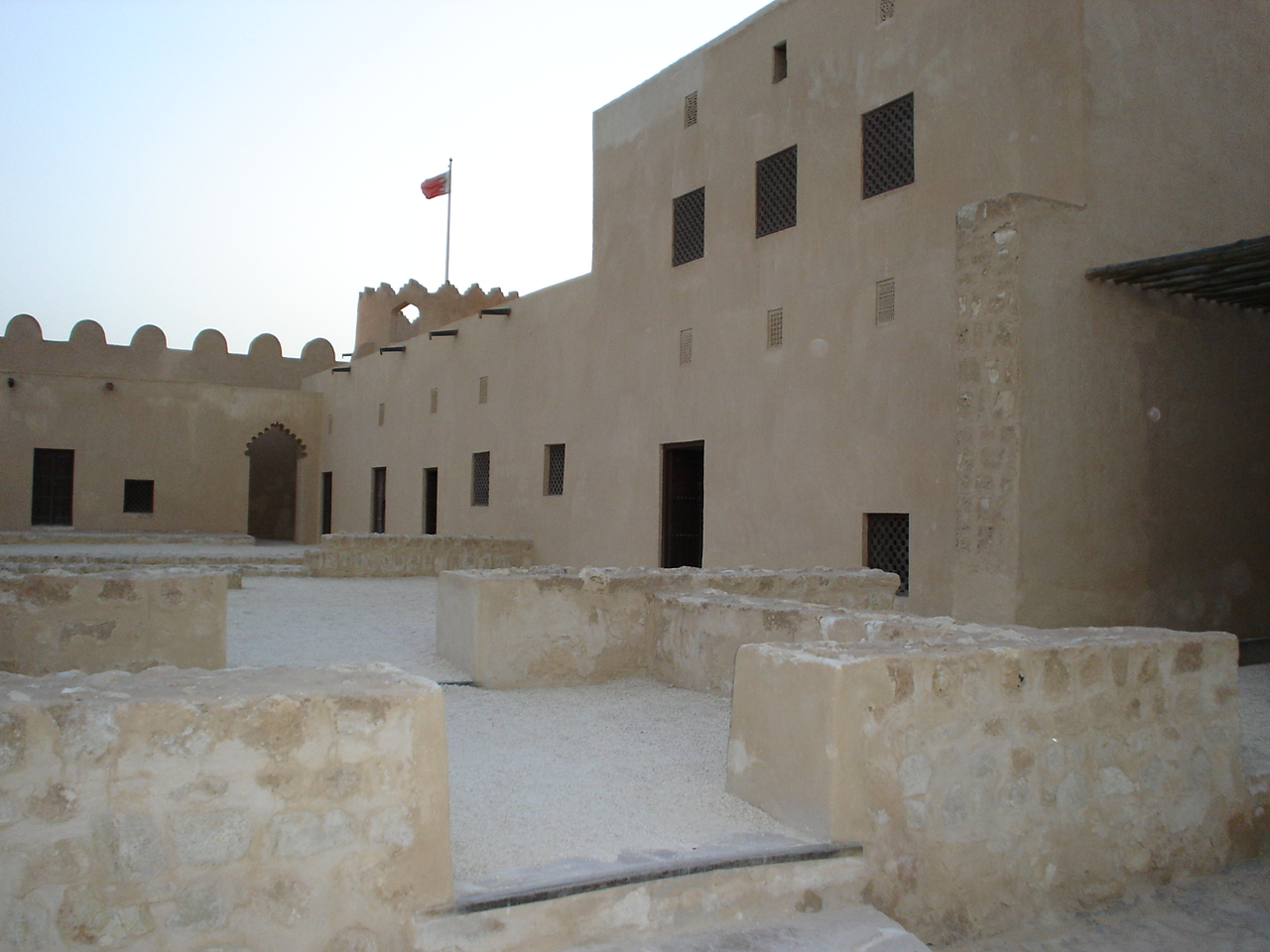
リファー城塞

イースト・リファーにリファー城塞（シャイフ・サルマーン・ビン・アフマド・アル＝ファーティフ城塞）がある。

## スポーツ
アル・ムハッラク・クラブに次ぐリーグ優勝回数をほこるアル・リファーSCと、イースト・リファー・クラブのホームである。また北部にはバーレーン・ナショナル・スタジアムがある。